# Quintus Titurius Sabinus
Quintus Titurius Sabinus († 54 v. Chr. bei Atuatuca Nordgallien) war Legat im Heer Gaius Iulius Caesars während des gallischen Krieges.
Sein Vater stand wahrscheinlich im Jahre 87 v. Chr. im Dienste Sullas. Möglicherweise gehört der Vater auch zu den Legaten des Pompeius in Spanien (75 v. Chr.).
Vielleicht gehörte Titurius schon zu den namentlich nicht genannten Legaten Caesars während des Jahres 58 v. Chr. 57 v. Chr. nahm er am Kampf gegen die Belger teil. Im folgenden Jahr unterwarf er mit drei Legionen die Veneller, Coriosoliten und Lexovier unter Viridovix.
Während Caesars erstem Übergang nach Britannien 55 v. Chr. leitete Titurius zusammen mit dem Legaten Lucius Aurunculeius Cotta eine Strafexpedition gegen die Belgerstämme der Moriner und der Menapier, deren Gebiete wohl im Bereich der Schelde und des Rhein-Maas-Mündungsdeltas lagen.
Zum nächsten und letzten Mal trat Titurius im November 54 v. Chr. in Erscheinung. Zusammen mit Cotta hat er das Kommando über eine Legion und 5 Kohorten (rd. 10.000 Mann), die bei dem befestigten Platz Atuatuca des keltischen Volksstammes der Eburonen ins Winterlager gelegt wurden. Dort wurden sie von den Eburonen unter Führung ihres Königs Ambiorix angegriffen.
Mit Hilfe einer List gelang es dem eburonischen König, die Römer aus ihrem befestigten Lager zu locken. Caesar schildert ausführlich die Auseinandersetzung zwischen den beiden Legaten Cotta und Titurius, wobei ersterer das befestigte Lager verteidigen und auf Entsatz warten wollte, letzterer das Heil in der Flucht zum etwa 50 Meilen entfernten, nächstgelegenen Winterlager suchte. Cotta wird als tapfer und tugendhaft, Titurius als feige und kopflos geschildert.
Titurius setzte sich durch. Die Römer verließen das bewaffnete Lager, so wie es Ambiorix gewollt hatte. Die Eburonen griffen die Marschkolonne in einem Talkessel an, so wie Cotta es vorausgesehen hatte. Die fünfzehn römischen Kohorten wurden fast vollständig aufgerieben. Cotta wurde durch einen Schleuderstein im Gesicht verwundet, weigerte sich aber, zusammen mit Titurius die Schlacht zu verlassen und Ambiorix um sein und das Leben der Legionäre zu bitten.
Quintus Titurius Sabinus und die Centurionen der ersten Ordnung, die vor Ambiorix die Waffen gestreckt hatte, wurden niedergemetzelt. Auch Lucius Aurunculeius Cotta wurde in tapferem Kampf getötet, zusammen mit dem Großteil seiner Soldaten. Caesar bewahrte ihm in seinen Schriften ein ehrendes Andenken und gab alleine Titurius die Schuld an dem "Unglück" (calamitas) von Atuatuca.